# Похоронены, но не мертвы
Похоронены, но не мертвы (англ. Dead & Buried) — фильм ужасов 1981 года режиссёра Гэри Шермана. Главные роли в картине исполнили Мелоди Андерсон, Джек Альбертсон и Джеймс Фарентино. Это последняя кинороль Альбертсона, который скончался через шесть месяцев после премьеры картины. В центре сюжета фильма находится небольшой городок Потерс Блаф, где происходит убийство нескольких туристов, а в последствии их трупы таинственным образом начинают оживать. 
Сценарий написан Дэном О'Бэнноном и Рональдом Шусеттом. В начале 80-x фильм попал в категорию «видеомерзостей» (англ. Video nasty) Великобритании, но позже был оправдан по обвинениям в непристойности и исключен из списка. Фильм собрал мало денег в прокате, однако получил похвалу от критиков относительно спецэффектов Стэна Уинстона и актёрской игры Альбертсона. Челси Куинн Ярбро выпустила новеллизацию сценария фильма.   

## Сюжет
В небольшом тихом городке в Новой Англии обнаруживают несколько трупов приезжих людей. Шериф Дэн начинает расследование.
Выясняется, что владелец похоронного бюро Доббс использует тайную технику оживления мёртвых: все горожане фактически являются ожившими трупами под его контролем. Доббс считает себя «художником», он отправляет зомби убивать людей, чтобы получить новые трупы, на которых он сможет оттачивать своё мастерство.

## В ролях
- Джеймс Фарентино — шериф Дэн Гиллис
- Мелоди Андерсон — Джанет Гиллис
- Джек Альбертсон — Уильям Доббс
- Дэннис Редфилд — Рон
- Лиза Блаунт — девушка на пляже / Лиза
- Нэнси Локк — Линда
- Роберт Инглунд — Гарри
- Билл Куинн — Эрни
- Майкл Керри — Герман
- Кристофер Олпорт — Джордж ЛеМуан / Фредди
- Джозеф Медалис — доктор
- Веда Анн Борг — слепая Нэлл Робертсон
- Барри Корбин — Фил

## Производство
Фильм снимался в городке Мендоцино в Калифорнии.